# Ленинградско-Новгородская операция
Ленинградско-Новгородская операция — стратегическая наступательная операция советских войск Ленинградского, Волховского и 2-го Прибалтийского фронтов, проведённая во взаимодействии с Балтийским флотом и авиацией дальнего действия 14 января — 1 марта 1944 года с целью разгрома немецкой группы армий «Север», полного снятия блокады Ленинграда и освобождения Ленинградской области.
В результате операции советские войска нанесли тяжёлое поражение 16-й и 18-й немецким армиям, отбросили противника от Ленинграда на 220—280 километров, а южнее озера Ильмень — на 180 километров, практически полностью освободили Ленинградскую область, западную часть Калининской области и вступили на территорию Эстонии.

## Силы сторон

### СССР[~ 1]
Ленинградский фронт — командующий: генерал армии Л. А. Говоров, начальник штаба генерал-лейтенант Д. Н. Гусев:
- 2-я ударная армия — командующий: генерал-лейтенант И. И. Федюнинский.
- 42-я армия — командующий: генерал-полковник И. И. Масленников, с 14 по 24 марта В. З. Романовский, с конца марта — В. П. Свиридов.
- 67-я армия — командующий: генерал-лейтенант В. П. Свиридов, с конца марта — генерал-лейтенант В. З. Романовский.
- 13-я воздушная армия — командующий: генерал-полковник авиации С. Д. Рыбальченко.

Волховский фронт (с 15.02.1944 — расформирован) — командующий: генерал армии К. А. Мерецков, начальника штаба генерал-лейтенант Ф. П. Озеров:
- 54-я армия — командующий: генерал-лейтенант С. В. Рогинский.
- 8-я армия — командующий: генерал-лейтенант Ф. Н. Стариков.
- 59-я армия — командующий: генерал-лейтенант И. Т. Коровников.
- 14-я воздушная армия (с конца февраля — в резерве Ставки ВГК) — командующий: генерал-лейтенант авиации И. П. Журавлёв.

2-й Прибалтийский фронт — командующий: генерал армии М. М. Попов, начальник штаба генерал-лейтенант Л. М. Сандалов.
- 1-я ударная армия (с 02.02.1944 по 15.02.1944 — в составе Волховского фронта) — командующий: генерал-лейтенант Г. П. Коротков, с 1 апреля ком. генерал-полковник Н. Е. Чибисов.
- 3-я ударная армия — командующий: генерал-полковник Н. Е. Чибисов, с 1 апреля ком. генерал-лейтенант В. А. Юшкевич.
- 22-я армия — командующий: генерал-лейтенант В. А. Юшкевич, с 1 апреля ком. Г. П. Коротков.
- 6-я гвардейская армия (в составе фронта — до 6 февраля) — командующий: генерал-полковник И. М. Чистяков.
- 10-я гвардейская армия — командующий: генерал-лейтенант А. В. Сухомлин, с 21 января генерал-лейтенант М. И. Казаков.
- 15-я воздушная армия — командующий: генерал-лейтенант авиации Н. Ф. Науменко.

Балтийский флот — командующий: адмирал В. Ф. Трибуц.
Авиация дальнего действия — командующий: маршал авиации А. Е. Голованов.

### Германия
Группа армий «Север» — командующий: генерал-фельдмаршал Георг фон Кюхлер, с 1 февраля генерал-полковника Вальтер Модель, с конца марта — генерал кавалерии Георг Линдеман.
- 18-я армия — командующий: генерал кавалерии Георг Линдеман, с конца марта — генерал артиллерии Герберт Лох: 3-й танковый корпус СС, 26-й, 28-й, 38-й, 50-й, 54-й армейские корпуса.
- 16-я армия — командующий: генерал-полковник Х. Хансен: 1-й, 2-й, 8-й, 10-й, 43-й армейские корпуса и 6-й армейский корпус СС.
- 1-й воздушный флот — командующий: генерал К. Пфлюгбейл.

## Фронтовые операции в рамках стратегической операции
- Красносельско-Ропшинская (14 — 30 января 1944 года) — Ленинградский фронт;
- Новгородско-Лужская (14 января — 15 февраля 1944 года) — Волховский фронт;
- Кингисеппско-Гдовская (1 февраля — 1 марта 1944 года) — Ленинградский фронт;
- Старорусско-Новоржевская (18 февраля — 1 марта 1944 года) — 2-й Прибалтийский фронт.

В немецкой историографии боевые действия группы армий «Север» в период с 2 февраля по 10 августа 1944 года обозначаются как «битва за нарвский плацдарм» (нем. Schlacht um den Brückenkopf von Narva).

## Обстановка перед началом операции
В 1943 году в результате ряда операций советские войска, прорвав блокаду, захватили инициативу на северо-западном направлении, но не сумели полностью освободить Ленинград от вражеской осады.
Осенью 1943 года, после победы в Курской битве, Ставка ВГК наметила ряд крупных стратегических наступательных операций с целью полного освобождения советской территории. В том числе планировалось предпринять крупномасштабное наступление на Северо-Западном направлении. Целями этой операции, в которой предполагалось задействовать войска Ленинградского, Волховского, Северо-Западного, Калининского и Западного фронтов были разгром немецкой Группы армий «Север» и освобождение Прибалтики. Наступление Ленинградского и Волховского фронтов, перед которыми стояла задача полного освобождения Ленинграда от вражеской блокады, должно было стать частью этого стратегического замысла.
Понимая, что общая обстановка на Восточном фронте складывается не в пользу немецких войск, и отразить очередное наступление советских войск будет крайне сложно, командование группы армий «Север» осенью 1943 года приступило к разработке плана отступления на новые оборонительные позиции. На рубеже река Нарва — Чудское озеро — Псков — Остров — Идрица была построена мощная линия обороны, получившая наименование «Пантера». Командование группы армий «Север» планировало осуществить отступление из-под Ленинграда в несколько этапов с середины января по весну 1944 года. Для этого в глубине обороны 18-й армии был подготовлен ряд промежуточных рубежей обороны (линии «Автострада», «Оредежская», «Ингерманландская», «Лужская» и др.).
Однако продолжение блокады имело большое значение для Германии, поскольку позволяло по-прежнему сковывать значительные силы советских войск и Балтийский флот, прочно прикрывать подступы к Прибалтике и её военно-морским базам, сохранять свободу действий немецкого флота на Балтийском море и обеспечивать морские коммуникации со Швецией и Финляндией.
По этой причине в конце 1943 года Группе армий «Север» было приказано продолжить блокаду Ленинграда. Кроме того, А. Гитлер считал, что у советских войск не было достаточно сил для крупномасштабной операции под Ленинградом, а командующий 18-й армии Г. Линдеман заверил его, что войска смогут отразить новое советское наступление.

## Наступательные планы советских войск на Северо-Западном направлении

### План наступления подЛенинградом

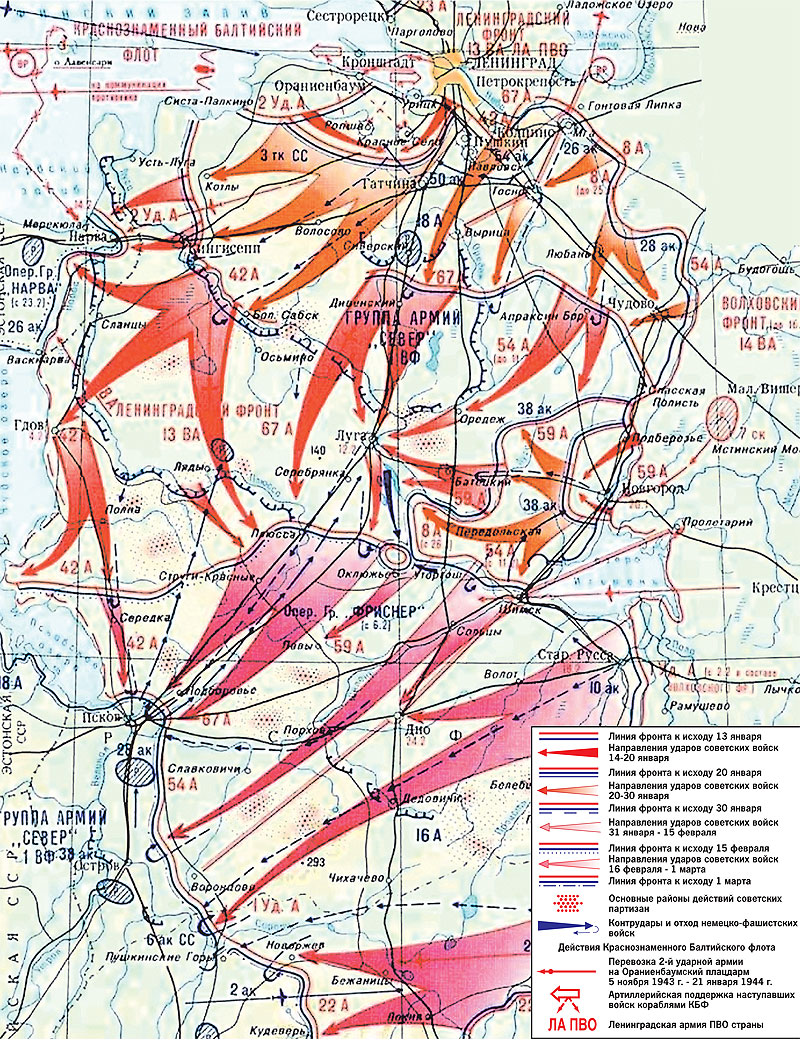
Общий ход Ленинградско-Новгородской стратегической наступательной операции.

В начале сентября Военные советы Ленинградского и Волховского фронтов начали разработку планов крупномасштабного совместного наступления, которые были представлены на совещаниях в Ставке ВГК 9 и 14 сентября.
Планировалось провести две операции с целями разгрома фланговых группировок 18-й немецкой армии, окружения основных сил противника и предотвращения их отхода на новые оборонительные рубежи.
Согласно предложениям Военного совета Ленинградского фронта, главный удар должен был быть нанесён 42-й армией из района Пулково и Приморской оперативной группы с Ораниенбаумского плацдарма в общем направлении на Красное Село, где предполагалось соединиться и образовать общий фронт. В дальнейшем, после перехода в наступление 67-й армии, планировалось освободить Красногвардейск и продолжить наступление в направлениях на Лугу и Кингисепп.
Военный совет Волховского фронта планировал нанести главный удар из района Новгорода в направлении Луги, где планировалось соединиться с войсками Ленинградского фронта и, таким образом, окружить основные силы 18-й армии. В дальнейшем планировалось развивать наступление на Псков и Остров.
Учитывая, что согласно разведывательной информации осенью 1943 года немецкие войска 18-й армии готовились к отступлению на новые оборонительные рубежи, Ленинградскому, Волховскому и Северо-Западному фронтам было приказано быть готовыми в случае необходимости немедленно перейти в наступление с целью преследования противника и предотвращения его организованного отхода. В дальнейшем советское командование, учитывая возможность подобного развития событий, разработало два варианта плана наступления. Согласно первому варианту под условным наименованием «Нева-1» советские войска под Ленинградом должны были постоянно прощупывать оборону противника, активно вести разведку и немедленно начать преследование противника в случае его отхода. Второй вариант плана, получивший наименование «Нева-2» был разработан с учётом того, что немецкие войска продолжат удерживать свои позиции.

### План окруженияГруппы армий «Север»
Подготовка наступления войск Ленинградского и Волховского фронтов началась в самом начале сентября 1943 года. Одновременно Ставка ВГК и Генеральный штаб готовили план более масштабной операции с нанесением главного удара на южных и юго-восточных подступах к Прибалтике с целью окружения всей Группы армий «Север». Реализация этого плана значительно бы облегчила задачу советских войск в боях по освобождению Ленинграда от вражеской блокады.
Учитывая возможность отступления 18-й немецкой армии к линии «Пантера», в октябре 1943 года было принято решение провести операцию на стыке немецких Групп армий «Север» и «Центр» с целью отсечь немецкие войска на Северо-Западном направлении от остальных сил противника на суше и от территории Восточной Пруссии. Недавно образованному Прибалтийскому фронту была поставлена задача наступать на идрицком направлении, а войскам Калининского фронта — на Витебск. В директиве Ставки ВГК № 30218 от 8 октября 1943 года в частности говорилось:

Задача войск Калининского фронта — после овладения районом Витебска продолжать наступление, нанося главный удар в направлении Полоцк, Двинск, Рига, по обоим берегам р. Зап[адная] Двина, прочно обеспечивая действия главных сил с вильненского направления. Ближайшая задача выйти на рубеж Освея, Дрисса, Диена, Плиса. В дальнейшем наступать в общем направлении на Двинск, имея конечной целью овладеть столицей Латвии Ригой.
Одновременно были отданы приказы готовиться к наступлению войскам Северо-Западного фронта в направлении Дно — Псков, а Волховскому фронту предстояло нанести удар на Новгород, а затем на Лугу. В конечном итоге предполагалось общими усилиями нескольких фронтов уничтожить по частям всю группу армий «Север», освободить Ленинградскую область, Эстонию и Латвию.
Однако наступление Калининского (Невельская операция) и Прибалтийского фронтов достигло только локальных успехов и дальнейшего развития не получило. С 20 октября 1943 года Калининский и Прибалтийский фронты были переименованы в 1-й и 2-й Прибалтийские фронты (Северо-Западный фронт был расформирован), которые до конца 1943 года вели боевые действия на витебском и идрицком направлениях. Советское командование надеялось, что после перегруппировок и значительного усиления войска двух фронтов всё-таки сумеют овладеть Городком и Витебском, а затем устремятся на Полоцк, Двинск, Ригу. Несмотря на некоторые успехи (Городокская операция), реализовать план Ставки ВГК и Генштаба так и не удалось. Советские войска так и не смогли разгромить противника на этом направлении и создать выгодное оперативное положения для последующих наступательных действий.

### Окончательный замысел Ленинградско-Новгородской операции
В конце 1943 года, когда стало окончательно ясно, что реализовать масштабный план окружения Группы армий «Север» не получилось, советское командование приняло решение нанести главный удар на Северо-Западном направлении под Ленинградом, тем более что план наступления Ленинградского и Волховского фронтов был давно разработан и войска планомерно готовились к его осуществлению. Советское командование рассчитывало, что ликвидация блокады Ленинграда окончательно изменит положение на прибалтийском направлении в пользу советских войск.
Ставка ВГК приняла решение наряду с Ленинградским и Волховским фронтами задействовать в предстоящей операции и 2-й Прибалтийский фронт. Войскам этого фронта была поставлена задача разгромить противника в районе Невеля, а затем, развивая наступление на Идрицу и севернее Новосокольников, перерезать основные коммуникации противника, сковать основные силы 16-й армии и не допустить их переброску для усиления 18-й армии. В последующем предполагалось развернуть наступление в направлении Опочки и Себежа. В случае успеха наступления на идрицком направлении против 16-й немецкой армии возникала возможность всё-таки окружить всю группу армии «Север» и закончить операцию освобождением Латвии и Эстонии.
Таким образом, согласно окончательному замыслу советского командования войска Волховского и Ленинградского фронтов на первом этапе операции должны были разгромить 18-ю армию противника, а 2-й Прибалтийский фронт активными действиями должен был сковать силы 16-й армии и оперативные резервы группы армий «Север». В последующем войска трёх фронтов, наступая на нарвском, псковском и идрицком направлениях, должны были разгромить 16-ю немецкую армию, завершить освобождение Ленинградской области и создать условия для дальнейшего наступления в Прибалтику.

## Соотношение сил

### СССР
В начале 1944 года немецкие войска, так и не начав отступление к линии «Пантера», продолжали прочно удерживать оборону под Ленинградом, опираясь на мощную оборонительную систему, которая совершенствовалась более двух лет. В этих условиях советские войска могли достигнуть успеха только за счёт концентрации сил и средств на узких участках прорыва обороны противника и тщательного планирования операции. Поскольку на подготовку операции войска Ленинградского и Волховского имели более чем четыре месяца, к началу 1944 года удалось создать значительное превосходство над противником в живой силе и технике.
Войска Ленинградского фронта занимали оборону вокруг Ленинграда от Финского залива до Невы, а также на Ораниенбаумском плацдарме (куда осенью 1943 года началась переброска 2-й ударной армии) и вдоль южного побережья Ладожского озера от Московской Дубровки до Гонтовой Липки. Перед началом операции в составе 2-й ударной, 42-й, 67-й армий было 30 стрелковых дивизий, 3 стрелковые бригады, 4 танковые бригады и 3 укрепрайона, а также большое количество артиллерийских и инженерных частей общей численностью 417 600 солдат и офицеров. Кроме того, в составе частей и подразделений Балтийского флота, которому была поставлена задача поддерживать наступление войск фронта, насчитывалось 89 600 человек.
Войска Волховского фронта занимали рубеж от Гонтовой Липки до Лезно, а далее по реке Волхов до озера Ильмень. К моменту начала операции в составе 59-й, 8-й и 54-й армий насчитывалось 22 стрелковые дивизии, 6 стрелковых бригад, 4 танковых бригады, 14 танковых и самоходно-артиллерийских полков и батальонов, 2 укрепрайона, а также большое количество артиллерийских и миномётных соединений — всего около 260 000 солдат и офицеров (по другим данным 297860 человек).
К началу 1944 года войска 2-го Прибалтийского фронта занимали рубеж от озера Ильмень до озера Нещерда. В составе 6-й, 10-й гвардейских, 1-й, 3-й ударных и 22-й армий насчитывалось 45 стрелковых дивизий, 3 стрелковые бригады, 4 танковые бригады, 1 укрепрайон, а также артиллерийские и инженерные части. Только 1-я ударная армия насчитывала 54900 солдат и офицеров.
Всего советские войска перед началом операции насчитывали 1252000 человек (по другим данным около 900 000 солдат и офицеров), 20183 орудия и миномёта, 1580 танков и САУ. Поддержку с воздуха предстоящего наступления должны были осуществлять 13-я (включая авиацию Балтийского флота и Ленинградской армии ПВО), 14-я и 15-я воздушные армии — всего 1386 самолётов, включая 330 самолётов авиации дальнего действия.
Впервые активно содействовать наступлению регулярных частей на северо-западном направлении должны были многочисленные партизанские соединения. Только в Ленинградской области действовало 13 партизанских бригад общей численностью около 35 000 бойцов и командиров, которым были поставлены задачи «расширять очаги народных восстаний», «уничтожить местные органы управления оккупационных властей», «спасать население от уничтожения и вывоза в Германию», усилить боевые операции на шоссейных и железнодорожных коммуникациях противника.

### Германия
Войскам Ленинградского и Волховского фронтов противостояла 18-я немецкая армия, войскам 2-го Прибалтийского фронта — 16-я армия.
18-я армия, которая занимала оборону под Ленинградом от Финского залива до озера Ильмень, насчитывала 19 дивизий и 3 бригады в составе 6 армейских корпусов. Занимавшая рубежи от озера Ильмень до Невеля, 16-я немецкая армия насчитывала 21 дивизию и 1 бригаду в составе 5 армейских корпусов.
Согласно советским данным вся Группа армий «Север» насчитывала 741 000 солдат и офицеров, 10 070 орудий и миномётов, 385 танков и САУ, а также 370 самолётов 1-го Воздушного флота.
Согласно немецким источникам на 14 октября 1943 года Группа армии «Север» насчитывала 601 000 человек, 146 танков, 2389 полевых орудий (не считая противотанковых и миномётов).

## Ход боевых действий, январь 1944 года

### НаступлениеЛенинградского фронта

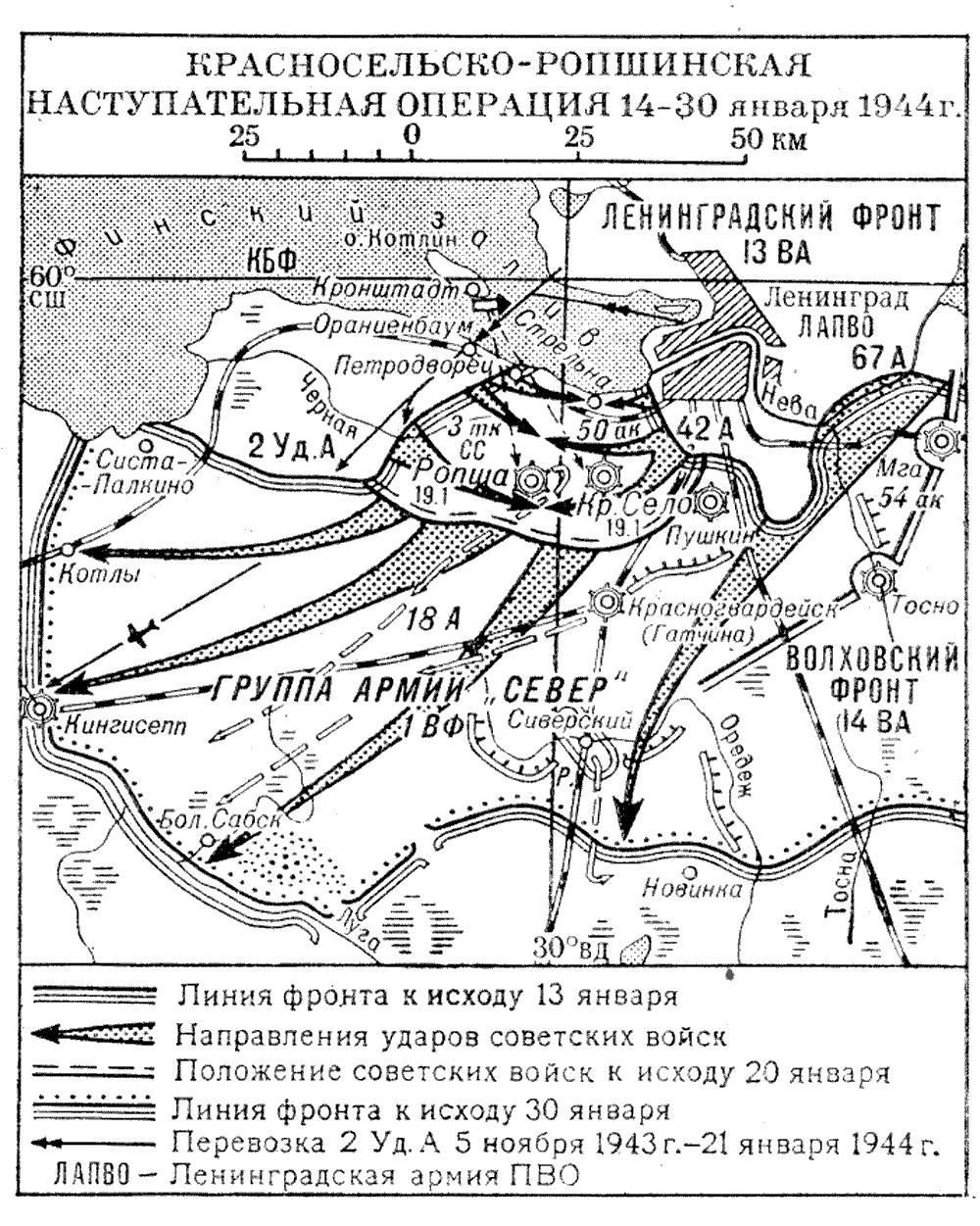
Боевые действия Ленинградского фронта, январь 1944 г. (Красносельско-Ропшинская операция).

14 января первыми атаковали противника с Ораниенбаумского плацдарма части 2-й ударной армии, а через день к наступлению присоединились войска 42-й армии, наносившие удар из района Пулково. Обе советские армии наступали в общем направлении на Красное Село и Ропшу.
В первые дни наступления советские войска добились лишь незначительных успехов, встретив упорное сопротивление немецких войск 3-го танкового корпуса СС и 50-го армейского корпуса. Несмотря на это, соединения двух армий, постепенно вводя в бой дополнительные силы, упорно продвигались навстречу друг другу и к 20 января соединились в районе Ропши. Не успевшие отступить немецкие части были уничтожены или пленены.
21 января немецкие части 26-го армейского корпуса в районе Мги, опасаясь окружения, начали отход на промежуточный оборонительный рубеж на линии железной дороги и шоссе Ленинград — Москва (линия «Автострада»). Обнаружив отход противника, 67-я армия Ленинградского фронта и 8-я армия Волховского фронта начали наступление и уже к вечеру 21 января взяли Мгу, а вскоре полностью взяли под свой контроль Кировскую железную дорогу. Однако развить наступление в этом районе сразу не получилось. Немецкие войска закрепились на временном рубеже и оказывали ожесточённое сопротивление.

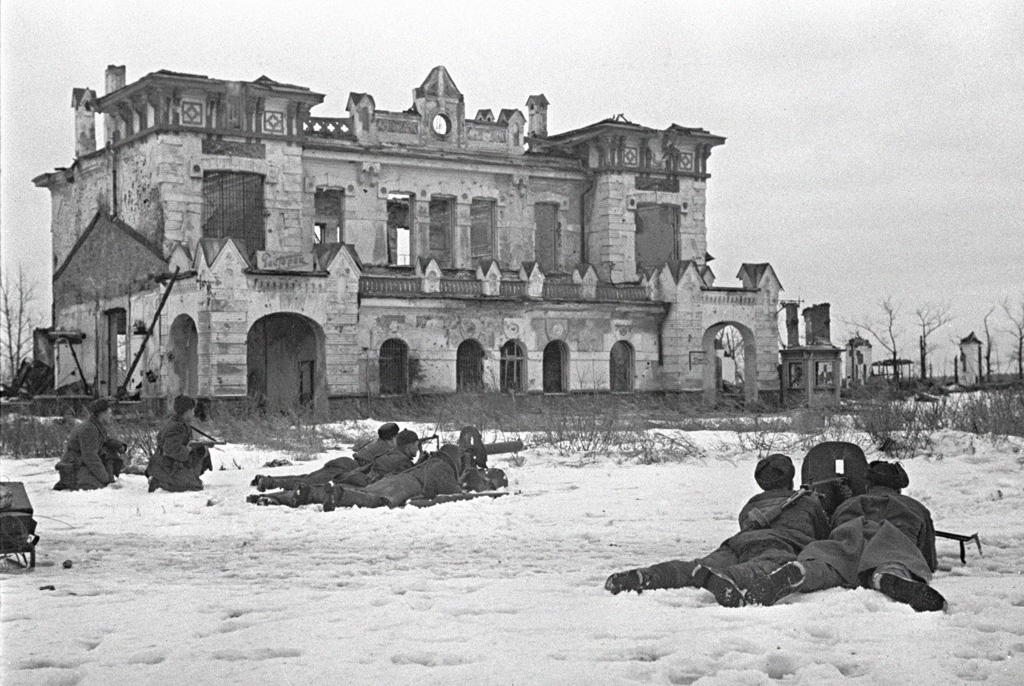
Советские солдаты ведут бой в городе Пушкине, 21 января 1944 г. Фотография Б. Кудоярова.

Отступление немецких войск из района Мги заставило командование Ленинградского фронта несколько изменить план дальнейшего наступления и отказаться от операции по окружению мгинской группировки противника. Главной задачей фронта, согласно скорректированному плану, стало взятие Красногвардейска. Затем предполагалось силами 2-й ударной и 42-й армии нанести главный удар в направлении Кингисеппа и Нарвы. Одновременно 67-я армия во взаимодействии с войсками Волховского фронта должна была взять под контроль Октябрьскую железную дорогу, а затем содействовать наступлению на Красногвардейск.
Продолжив наступление, войска 42-й армии, после нескольких дней ожесточённых боёв, 26 января освободили Красногвардейск и, развивая наступление, к 30 января продвинулись вперёд на 50 километров, вышли к реке Луге и заняли плацдарм на её западном берегу в районе Ивановское — Большой Сабск.
Чуть раньше, 24 января, части 42-й армии при содействии 67-й армии освободили города Пушкин и Слуцк (Павловск). Преследуя отступающего противника, части 67-й армии продвигались до линии Тосно — Вырица — Сиверский, овладев 28 января Вырицей, а 30 января — Сиверским.
2-я ударная армия, обойдя Красногвардейск, с 21 января начала продвижение в направлении Нарвы. Преследуя отступающего противника, соединения армии вышли к 30 января к реке Луге в районах Кингисеппа и Котлов и захватили ряд плацдармов на её левом берегу.

### НаступлениеВолховского фронта

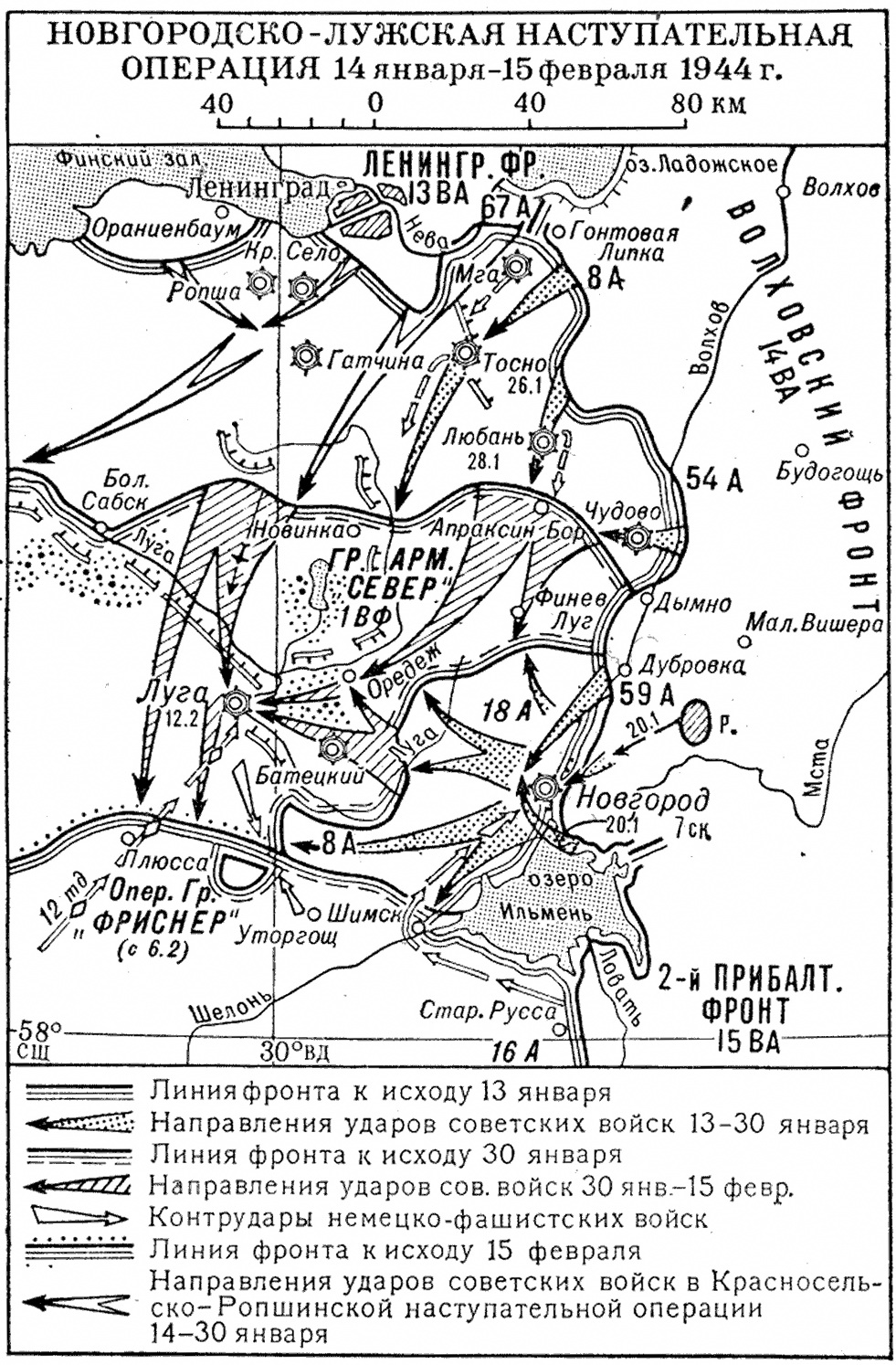
Боевые действия Волховского фронта, 14 январь — 15 февраля 1944 г. (Новгородско-Лужская операция).

14 января в наступление перешли части 59-й армии Волховского фронта, нанося главный удар с плацдарма на реке Волхов в 30 километрах севернее Новгорода, а вспомогательный — южнее Новгорода, форсировав по льду озеро Ильмень. После нескольких дней ожесточённых боёв советские войска к 17 января взломали главную линию обороны противника и продолжили развивать наступление. 20 января части 59-й армии освободили Новгород и в тот же день замкнули кольцо окружения вокруг немецких частей, не успевших отступить на запад в направление Батецкого.
16 января в районе Чудово — Любань в наступление перешли части 54-й армии. Несмотря на то, что к 20 января части армии сумели продвинуться вперёд всего на 5 километров, своими активными действиями они сковали значительные силы немецких войск и вынудили 26-й немецкий армейский корпус под угрозой окружения начать отход из района Мги.

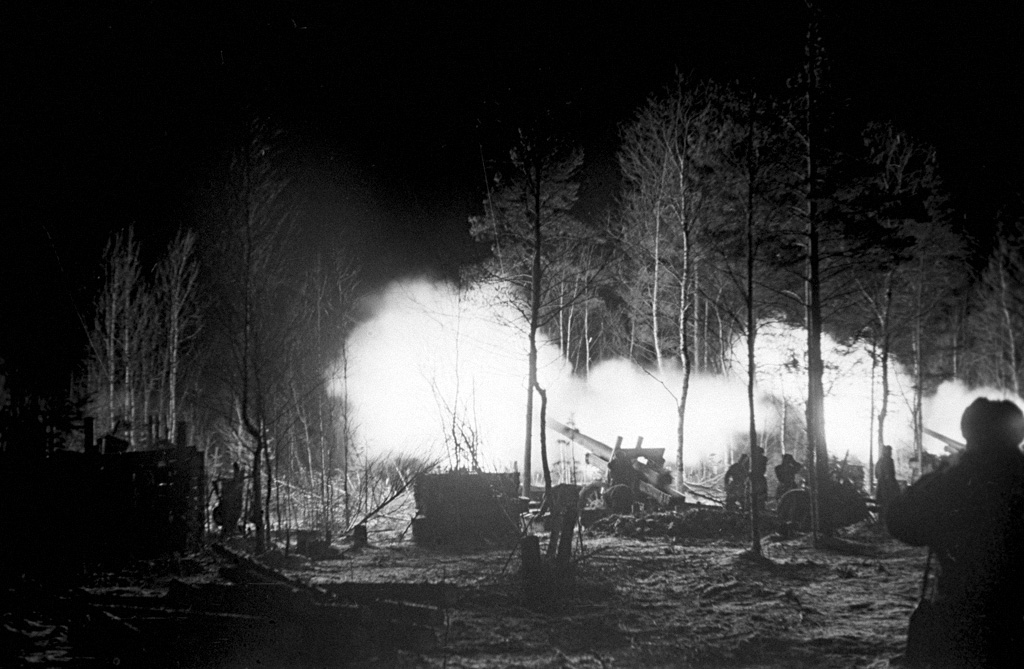
«Наступление под Ленинградом», 1944 г.,
фото М. А. Трахмана.

22 января Военный совет Волховского фронта представил Ставке ВГК «план развития Новгородско-Лужской операции». Главными целями войск фронта были обозначены освобождение Луги силами 59-й армии, а также Октябрьской железной дороги совместными действиями 8-й и 54-й армии.
Одобрив предложенный план, Ставка ВГК предписала войскам фронта овладеть Лугой не позднее 29—30 января, а Любанью — 23—24 января. Для более эффективных действий командующему фронтом было разрешено передать части 8-й армии в состав 54-й армии, а штаб перевести на левый фланг фронта в район озера Ильмень.
Стремительное наступление на Лугу давало шанс советским войскам окружить значительную часть 18-й армии, отступавшей из районов Чудово, Любани, Тосно. По этой причине 59-я армия сразу после освобождения Новгорода незамедлительно продолжила наступление, нанося главный удар вдоль железной дороги Новгород — Луга через станцию Батецкая, а вспомогательные в направлениях Финева Луга (на правом фланге) и Шимска (на левом фланге).
Немецкое командование, понимая всю серьёзность ситуации, сумело оперативно усилить свою группировку в районе Луги. Встретив упорное сопротивление, основные силы 59-й армии не сумели к концу января освободить Лугу, как это было предписано Ставкой ВГК. Значительно большего успеха добились левофланговые части армии (с 25 января под командованием штаба 8-й армии), которые за несколько дней ожесточённых боёв значительно продвинулись вперёд в западном и юго-западном направлениях, перерезали железную дорогу Ленинград — Дно в районе станции Передольская и шоссе Луга — Шимск в районе посёлка Медведь, а также очистили от противника северное побережье озера Ильмень и вышли к окраинам Шимска.
Одновременно продолжались бои на линии Октябрьской железной дороги, где после объединения всех войск, действовавших в этом районе, под командованием штаба 54-й армии советские войска освободили Тосно, Любань, Чудово и к 29 января полностью взяли под свой контроль эту стратегически важную железную дорогу.

### Наступление2-го Прибалтийского фронта
За два дня до начала наступления Ленинградского и Волховского фронтов, 12 января начали свою часть операции соединения 2-го Прибалтийского фронта, атаковав позиции 16-й немецкой армии.
Частям 3-й ударной армии ставилась задача прорвать оборону противника в районе Пустошки и развивать наступление в сторону Опочки, а частям 22-й армии — обойти Новосокольники с севера и выйти на рубеж Насва — Маево. Кроме того, на левый фланг фронта была передислоцирована 10-я гвардейская армия, переданная из состава Западного фронта. Армии предстояло нанести удар с рубежа озеро Нещердо — Гусино в направлении на Зилупе, обходя Идрицу с юга и юго-запада.
Войска 2-го Прибалтийского фронта в конце 1943 года провели ряд локальных операций в районе Невеля и не успели должным образом подготовиться к январскому наступлению. Армиям предстояло наступать на незнакомой и трудно проходимой лесисто-болотистой местности, без знания обстановки, системы и особенностей обороны противника. Более того, 10-я гвардейская армия к моменту начала наступления находилась на марше и вводилась в бой по частям. Все эти факторы предопределили неудачное развитие боевых действий фронта.
К исходу 16 января части 10-й гвардейской армии, в состав которой входили 9 стрелковых дивизий, а также большое количество артиллерийских и танковых частей, сумели продвинуться вперёд всего на 5-10 километров. Противостоящие им немецкие части (один полк 132-й пехотной дивизии, два отдельных штрафных батальона и шесть артиллерийских батарей), несмотря на свою малочисленность, оказывали ожесточённое сопротивление.
Командующий 10-й гвардейской армией М. И. Казаков вспоминал:

В полосе наступления у гитлеровцев не существовало сплошной линии фронта. Оборона состояла из отдельных пунктов и узлов сопротивления. Войска же прорывали её как сплошной рубеж. Поэтому уже при артподготовке большое количество снарядов пришлось по пустому месту. Затем пехота атаковала никем не занятые промежутки и попадала под фланговый огонь вражеских опорных пунктов.
Наступление 3-й ударной армии в районе Пустошки и 6-й гвардейской и 22-й армий в районе Новосокольников также развивалось с большим трудом. Единственным значительным успехом стало взятие станции Насва частями 22-й армии, которые выбили оттуда 14 января 331-ю немецкую пехотную дивизию. Развивая успех, части армии к 18 января овладели 10-километровым участком железной дороги Новосокольники — Дно, являвшейся основной рокадной коммуникацией 16-й немецкой армии.
16 января Ставка ВГК выразило М. М. Попову своё крайнее неудовольствие медленным развитием наступления соединений фронта и особенно неудачными действиями 10-й гвардейской армии. Вскоре командующий армией А. В. Сухомлин был снят с должности «как не справившийся со своей работой», а на его место был назначен генерал М. И. Казаков.
Командующий фронтом М. М. Попов так объяснил провал операции в своём докладе И. В. Сталину:

Операция, рассчитанная на внезапность прорыва обороны слабого противника и на быстроту продвижения на северо-западном направлении на Идрицу, получила только тактический успех по вине слабого управления армией со стороны генерал-лейтенанта Сухомлина и его начальника штаба генерал-майора Смирнова. В результате 10-я гвардейская армия продолжала наступление все медленнее и медленнее, понесла большие потери (до 9000 человек), израсходовала боеприпасы и, наконец, остановилась.
Командующий фронтом М. М. Попов предложил не продолжать операцию на участке наступления 10-й гвардейской армии, а сосредоточить все усилия фронта в направлении Насва — Новоржев с целью быстрейшего соединения с войсками Волховского фронта. Ставка ВГК одобрила это предложение, дав неделю войскам фронта на перегруппировку сил.

## Положение сторон к концу января 1944 года
К концу января совместными усилиями войска Ленинградского и Волховского фронтов отбросили противника от города на 70—100 километров и освободили основные коммуникации города со страной. Эти успехи позволили 27 января объявить на весь мир, что Ленинград полностью освобождён от вражеской блокады, хотя при этом зачистка главного хода ОЖД, гарантировавшая восстановление транспортных коммуникаций с другими регионами в полном объёме, завершилась лишь двумя днями позже. Хотя операция развивалась не столь стремительно, как планировалось, войска двух фронтов создали предпосылки для дальнейшего успешного наступления.
Вместе с тем, войска 2-го Прибалтийского фронта в январе не добились успеха, но всё-таки своими активными действиями сковали основные силы 16-й немецкой армии, что способствовало успеху наступления под Ленинградом и Новгородом.
Немецкие части 18-й армии хоть и понесли тяжёлые потери, сумели, отступая от одного промежуточного рубежа к другому, избежать окружения и сохранили значительную часть своего боевого потенциала. Вместе с тем положение 18-й армии оставалось угрожающим. Потеря Красногвардейска привела к развалу сплошного фронта немецкой обороны — «основная группировка» армии (примерно 14 дивизий) отступала с востока, северо-востока и севера к Луге, а «Западная группировка» (примерно 5-6 дивизий), распавшись на отдельные не связанные между собой мелкие боевые группы, отступала на запад к Нарве.
По этой причине оборона Луги стала первоочередной задачей для немецкого командования, которое сосредоточило в этом районе значительные силы (12-я танковая, 4 пехотные дивизии, 6 боевых групп пехотных дивизий и остатки 6 дивизий и бригад), что позволило приостановить наступление советских войск. Однако, понимая, что долго удерживать этот рубеж невозможно, командующий группой армии «Север» Г. фон Кюхлер 30 января на встрече с А. Гитлером попросил разрешения отвести войска на линию «Пантера», но получил отказ. А. Гитлер считал, что необходимо удержать «лужский рубеж» и стабилизировать фронт. Поскольку Г. фон Кюхлер посчитал приказ невыполнимым, он был отправлен в отставку. Новым командующим группой армий «Север» был назначен В. Модель.

## Ход боевых действий, 1—15 февраль 1944 года

### НаступлениеЛенинградскогоиВолховскогофронтов наЛугу
В начале февраля войска двух фронтов продолжили наступление. Ленинградский фронт наносил удар силами 2-й ударной и 42-й армий на Нарву, а силами 67-й армии — на Лугу с севера и северо-запада. Главной задачей Волховского фронта по-прежнему оставалось овладение Лугой, на которую наступали 59-я и 8-я армии с востока, а 54-я — северо-востока. Кроме того, в состав фронта 2 февраля была включена 1-я ударная армия 2-го Прибалтийского фронта.
Командующий Ленинградским фронтом Л. А. Говоров считал, что основные усилия следует сосредоточить на нарвском направлении, так как это позволит сразу же приступить к освобождению Эстонии. Однако ожесточённые бои в районе Луги вынудили командование Ленинградского фронта 1 февраля несколько изменить задачу 2-й армии, которой теперь предстояло, наступая в направлении Гдов — Псков, обойти Лугу с запада и перерезать коммуникации противника.

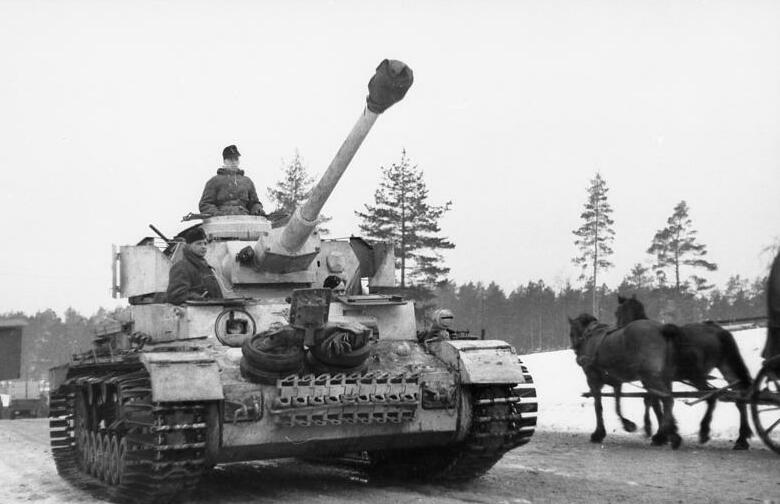
Немецкий танк PzKpfw IV выдвигается на позиции, Группа армий «Север», февраль 1944 г.

Продолженное в начале февраля наступление 42-й армии развивалось успешно. Соединения армии, практически не встречая сопротивления, продвинулись значительно вперёд, освободили Ляды, Сара-Гору, Гдов и 4 февраля вышли на побережье Чудского озера. С этих позиций армии предстояло выполнить обходной манёвр, взять Плюссу, Струги Красные, перерезать дорогу Луга — Псков и совместно с 67-й армией уничтожить лужскую группировку противника.
Успешное наступление 42-й армии западнее Луги снова поставило под угрозу окружения значительную часть сил 18-й немецкой армии. Понимая это, командующий Группой армии «Север» В. Модель отдал приказ 18-й армии любой ценой удержать коммуникации между Лугой и Псковом. Для выполнения этой задачи были собраны все наличные силы и резервы, в том числе и из состава 16-й армии.
Немецким войскам не удалось в полной мере осуществить намеченный план, но в ходе завязавшихся ожесточённых боёв удалось затормозить наступление 42-й армии и удержать коммуникации на линии Луга — Псков.
В это время войска 67-й армии Ленинградского фронта, а также войска 54-й, 59-й и 8-й армий Волховского фронтов продолжали наступление на Лугу. Кроме того, 1-й ударной армии была поставлена задача прорвать оборону противника южнее Старой Руссы, соединиться с войсками 8-й армии и окружить часть сил 16-й немецкой армии юго-западнее озера Ильмень.
Наступление советских войск на Лугу по-прежнему развивалось с большим трудом — противник оказывал ожесточённое сопротивление и предпринимал постоянные контратаки. Несмотря на то, что окружить немецкие войска ни в районе Луги, ни в районе юго-западнее озера Ильмень советским войскам так и не удалось, основные силы 18-й армии были поставлены в критическое положение. В сложившейся обстановке В. Модель был вынужден отдать приказ своим войскам начать отступление из Луги в сторону Пскова.
12 февраля Луга была, наконец, взята частями 67-й и 59-й армий. После завершения боёв за город Лугу, 13 февраля 1944 года директивой Ставки ВГК № 220023 Волховский фронт был расформирован. Ленинградскому фронту переданы 54-я, 59-я и 8-я армии, 2-му Прибалтийскому фронту — 1-я ударная армия. Управление фронта было переведено в резерв Ставки ВГК.

### Наступление2-й ударной армиинаНарву[~ 3]

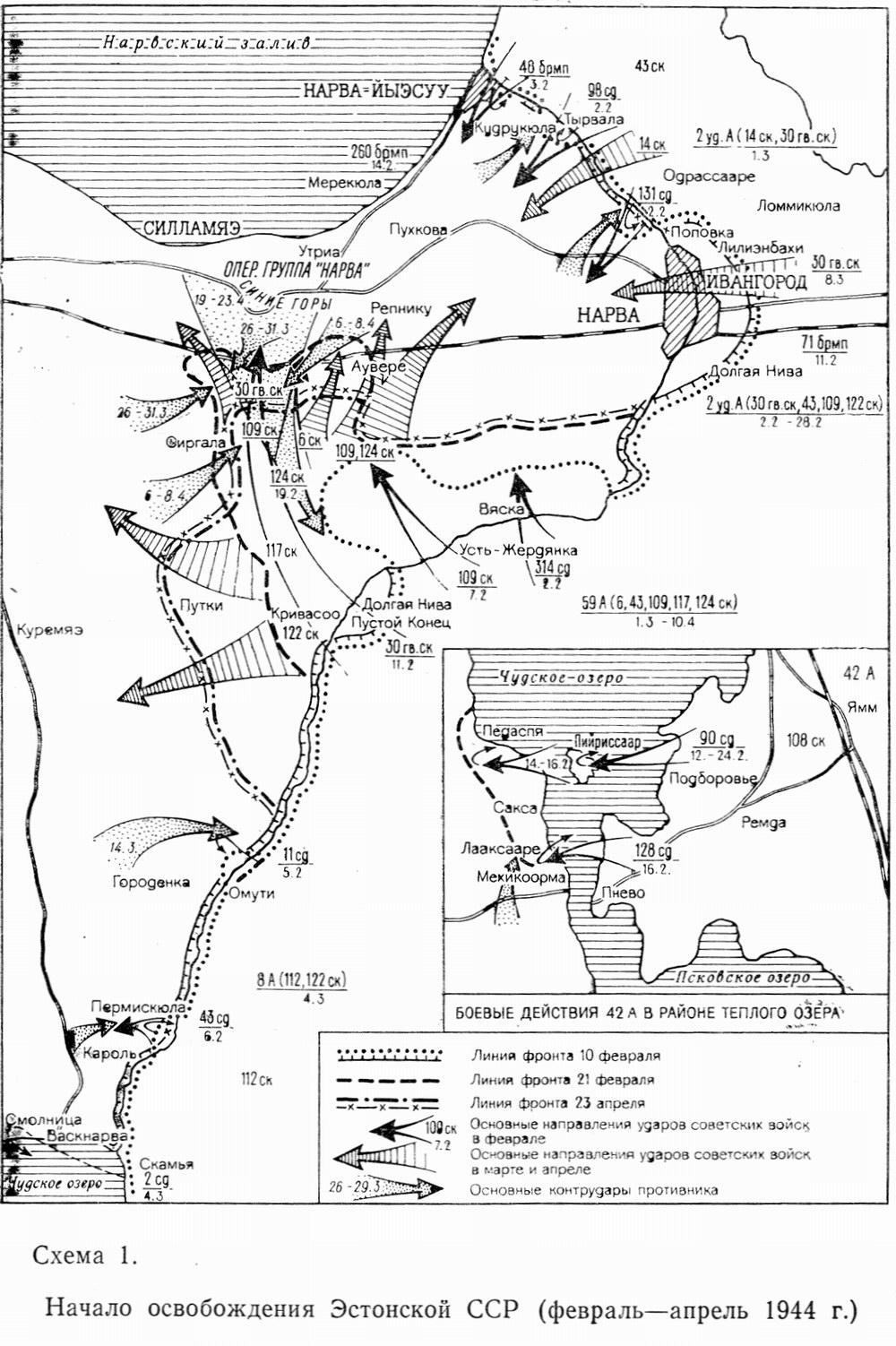
Боевые действия Ленинградского фронта в районе Нарвы, февраль — апрель 1944 г.

В ночь на 1 февраля части 109-го стрелкового корпуса (передан в состав 2-й ударной армии из 42-й армии) при поддержке 152-й танковой бригады после артподготовки атаковали и благодаря умелому обходному манёвру взяли штурмом Кингисепп. Несмотря на то, что немецкие войска не сумели организовать оборону по реке Луге, арьергардные отряды сумели упорной обороной Кингисеппа притормозить продвижение советских войск, что позволило основным силам 54-го армейского корпуса и 3-го танкового корпуса СС занять прочную оборону вдоль западного берега реки Нарвы.
Преследуя отступающего противника, два корпуса 2-й ударной армии к 3 февраля вышли к реке Нарва. 43-й стрелковый корпус форсировал реку севернее города Нарвы и занял на её противоположном берегу два плацдарма, а 122-й стрелковый корпус, переправившись через реку, захватил два плацдарма южнее города. Отбив все контратаки противника, советские части прочно закрепились на плацдармах. Однако, немецким войскам, которые получили для усиления обороны в этом районе моторизованную дивизию «Фельдхернхалле» из состава Группы армий «Центр» и один полк 58-й пехотной дивизии, удалось удержать в своих руках плацдарм на восточном берегу реки Нарва в районе Ивангорода.
11 февраля войска 2-й ударной армии начали масштабное наступление с целью расширения плацдармов на западном берегу реки Нарвы, выхода на рубеж Иыхви — Атсалама — Каупси и последующего наступления в направлении Раквере. Соединения армии были усилены 30-м гвардейским стрелковым корпусом. Кроме того, для поддержки главного удара планировалось силами Балтийского флота высадить десант в составе 115-й и 260-й бригад морской пехоты северо-западнее Нарвы.
Высшее немецкое командование считало Нарву «воротами в Германию» и придавало очень большое значение этому участку фронта. По этой причине немецкие войска, объединённые под единым командованием в оперативную группу «Шпонхаймер»(по фамилии командующего 54-го армейского корпуса Отто Шпонхаймера), готовились защищать рубеж на реке Нарва до последней возможности.
За несколько дней ожесточённых боёв советские войска сумели добиться лишь локальных успехов. Части 43-го стрелкового корпуса, нанося удар северо-западнее Нарвы, сумели продвинуться вперёд на 2 километра на 4-километровом участке фронта. Дальнейшее наступление было остановлено упорным сопротивлением 227-й пехотной дивизии и бригадой СС «Нидерланды». Юго-западнее города вели наступление части 109-го и 122-го стрелковых корпусов, которые совместными усилиями сумели продвинуться вперёд до 12 километров, но большего добиться не смогли. Немецкие части 17-й пехотной дивизии, моторизованной дивизии «Фельдхернхалле» и 11-й моторизованной дивизии СС «Нордланд» сумели остановить наступление советских войск и на этом направлении. Более удачно развивалось наступление 30-го гвардейского стрелкового корпуса, части которого к 17 февраля перерезали железную дорогу и шоссе Нарва — Йыхви и взяли штурмом Аувере. Однако и здесь упорное сопротивление и постоянные контратаки противника заставили советские войска приостановить наступление.
Трагически закончилась попытка высадить десант севернее Аувере в ночь с 13 на 14 февраля (Мерикюлаский десант). Только около 450 человек удалось высадить на берег. Оказавшись без связи и огневой поддержки, небольшой десант был окружён и через 4 дня почти полностью уничтожен — немногим оставшимся в живых удалось пробиться к своим.
Ставка ВГК была крайне недовольна неудачей под Нарвой. 14 февраля директивой № 220025 командующему Ленинградским фронтом было приказано не позднее 17 февраля 1944 года взять город Нарву, поскольку «этого требует обстановка как военная, так и политическая».
Получив в подкрепление 124-й стрелковый корпус из резерва фронта и перегруппировав силы, войска 2-й ударной армии вновь перешли в наступление. Ожесточённые бои продолжались до конца февраля, но советским войскам удалось только расширить плацдарм южнее Нарвы до 35 километров в ширину и до 15 километров в глубину. Полностью взломать немецкую оборону и добиться решающего успеха не получилось. Немецкие части оперативной группы «Шпонхаймер» (с 23 февраля — Оперативная группа «Нарва» под командованием Й. Фриснера) сумели отразить все атаки советских войск.
В конце февраля дополнительно ко 2-й ударной армии командующий Ленинградским фронтом с разрешения Ставки ВГК перебросил на нарвское направление 8-ю и 59-ю армии. 22 февраля директивой № 220035 Ставка ВГК поставила задачу, сосредоточив группировку в 9 стрелковых корпусов, вновь перейти в наступление, взломать немецкую оборону в районе Нарвы и развивать наступление силами одной армии на Пярну, а двумя армиями — на юг в направлении Вильянди — Валга — Тарту — Выра.
Во время наступления на Нарву авиация 13-й воздушной армии и военно-воздушные силы Балтийского флота поддерживали с воздуха сухопутные части 2-й ударной армии. В течение двух дней экипажи 13-й воздушной армии на поддержку войск совершили 250 самолёто-вылетов.

### Наступление2-го Прибалтийского фронта
В конце января трём армиям 2-го Прибалтийского фронта была поставлена задача — разгромить группировку противника в районе Новосокольников и выйти на рубеж восточнее озёр Ущо — Але — Большой Вяз. В случае успеха советские войска, обойдя Пустошку и Идрицу, получали возможность продолжить наступление на Опочку.
Главный удар наносила 10-я гвардейская армия на участке Шишерино — Антоново (южнее шоссе Новосокольники — Маево). На правом фланге общего наступления в направлении Маево наступала 6-я гвардейская армия, а на левом фланге, южнее Насвы, навстречу частям 10-й гвардейской армии — части 22-й армии.
Утром 31 января после артподготовки на узком участке фронта шириной всего 7,5 километра в наступление перешли части трёх стрелковых корпусов 10-й гвардейской армии. В первый день наступления первую линию вражеской обороны удалось прорвать на всем протяжении, а части 15-го гвардейского стрелкового корпуса, продвинувшись вперёд на 6 километров, достигли шоссе Новосокольники — Маево. В последующие дни наступление частей 10-й гвардейской армии развивалось менее успешно, в значительной мере из-за того, что 6-я гвардейская армия, действовавшая справа, не сумела добиться сколько-нибудь значительных успехов. Только 7 февраля, введя в бой второй эшелон, частям 15-го гвардейского стрелкового корпуса удалось развить успех и соединиться с частями 22-й армии в районе совхоза Минькино. Опасаясь окружения, немецкие войска были вынуждены спешно оставить свои позиции в районе «новосокольнического выступа».
В первой половине февраля основные силы 2-го Прибалтийского фронта, продвинувшись на 15—20 километров и освободив город Новосокольники, вышли на рубеж Насва — Маево.

## Ход боевых действий, 16 февраля — 1 марта 1944 года

### НаступлениеЛенинградского фронтана Псков и Остров
После падения «лужского рубежа» основные силы 18-й немецкой армии начали отступление в направлении Пскова. Поскольку по этой причине создавалась угроза выхода советских войск во фланг и тыл 16-й армии, В. Модель был вынужден отдать приказ начать общее отступление к линии «Пантера». Для организованного отступления части 18-й армии должны были на некоторое время удерживать оборону на линии Псковское озеро — Струги Красные — Шимск и только после отхода частей 16-й армии на запад постепенно отходить на Псков и Остров. Задача обеспечения флангов на стыке двух армий возлагалась на оперативную группу «Фриснер».
Особенно большую угрозу для немецких войск представляло продолжавшиеся наступление 42-й армии, 123-й стрелковый корпус которой наступал на Псков, а 116-й на Плюссу и Струги Красные. При этом 108-й корпус оставался на восточном берегу Псковского озера для защиты правого фланга армии. Однако наступление 42-й армии в разных направлениях и на широком участке фронта привело к распылению сил, что позволило немецким частям 126-й пехотной, 12-й танковой и 9-й авиаполевой дивизий сдержать советское наступление на рубеже река Лочкина — Люботеж — Гридино. Более того, 16 февраля части 11-й пехотной дивизии и оперативной группы «Крохер» сумели выбить 129-ю, 90-ю стрелковые дивизии и 5-ю лыжную бригаду с плацдарма на западном берегу Чудского озера.
В сложившейся обстановке, 116-й стрелковый корпус, который отделяло от основных сил 42-й армии более 40 километров, был передан в состав 67-й армии, которая наступала вдоль железной дороги Луга — Псков. Соединения 67-й армии, хоть и медленно, но упорно продвигались вперёд, преодолевая сопротивление 24-й пехотной, 12-й и 13-й авиаполевых дивизий 28-го армейского корпуса. 18 февраля 46-я стрелковая дивизия совместно с 9-й и 6-й партизанскими бригадами после нескольких дней ожесточённых боёв освободили Плюссу, а 23 февраля части 67-й армии совместно с 6-й и 11-й партизанскими бригадами овладели райцентром Струги Красные.
22 февраля Ставка ВГК директивой № 220035 поставила задачу трём армиям левого крыла Ленинградского фронта форсировать реку Великая и овладеть Островом, после чего развивать наступление на Ригу.

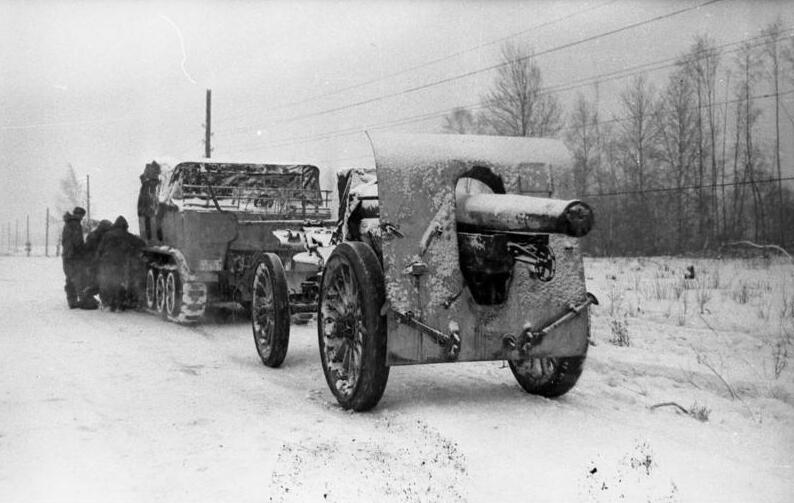
Транспортировка 155-мм пушки Шнейдера обр. 1917 г. во время отступления группы армий «Север», декабрь 1943 г.

После захвата Струг Красных последний промежуточный рубеж обороны 18-й армии перед линией «Пантера» был прорван и немецкие войска были вынуждены ускорить своё отступление к Пскову и Острову.
Продолжая наступление, соединения 67-й армии к концу февраля продвинулись на 90 километров, форсировали реку Черёху, перерезали железную дорогу Псков — Опочка и вышли к северо-восточному и восточному краю немецкой обороны псковско-островского укрепрайона.
Одновременно, преследуя отступающего противника, войска 42-й армии 24 февраля освободили Середку и 29 февраля вышли к главной оборонительной полосе псковского-островского укрепрайона противника, где были вынуждены приостановить наступление.
В связи с начавшимся отступлением 16-й армии боевые действия на стыке двух немецких армий в районе западнее озера Ильмень приобретали особое значение. В этом районе действовали 8-я и 54-я армии. Войскам 54-й армии была поставлена задача выйти на рубеж Уторгош — Сольцы — Шимск не позднее 19 февраля, а 8-й армии — перерезать дорогу Медведь — Николаево. Общей целью двух армий было как можно быстрее установить связь с войсками 2-го Прибалтийского фронта и помешать организованному отступлению 16-й армии.
Немецкие части оперативной группы «Фриснер», действовавшие на стыке двух армий и прикрывавшие отход частей 16-й армии, в течение нескольких дней оказывали упорное сопротивление. Так, 28-я лёгкая пехотная дивизия пять дней сдерживала наступление 8-й армии в районе Большой Уторгош — Николаево, части 10-го армейского корпуса три дня сдерживали наступление 54-й армии на реках Шелонь и Мшага. Только после нескольких дней ожесточённых боёв советские части вынудили противника отступить на запад.
Преследуя спешно отступающего противника, 24 февраля части 54-й армии, соединившись с войсками 1-й ударной армии 2-го Прибалтийского фронта, после двух дней ожесточённых боёв овладели городом Дно, а 26 февраля — освободили город Порхов. Развивая наступление, части армии в следующие три дня продвинулись вперёд ещё на 65 километров и вышли к восточной части псковско-островского укрепрайона.
24 февраля 8-я армия была выведена в резерв фронта для переброски на Нарвское направление.

### Наступление2-го Прибалтийского фронта
К середине февраля создалась самая благоприятная обстановка для наступления войск 2-го Прибалтийского фронта. Падение «лужского рубежа» и продвижение войск Ленинградского фронта к Пскову и Острову создало реальную угрозу левому флангу и тылу 16-й армии.
Учитывая сложившуюся ситуацию, Ставка ВГК приняла решение предпринять крупномасштабную операцию силами 1-го и 2-го Прибалтийских фронтов на стыке Групп армий «Север» и «Центр». 2-му Прибалтийскому фронту ставилась задача нанести главный удар в направлении Опочка — Зилупе, а затем, наступая на Карсаву, разгромить островскую группировку противника совместно с левым крылом Ленинградского фронта.
Согласно плану наступления главный удар фронта должны были наносить 3-я ударная и 10-я гвардейская армии, а 1-й ударной и 22-й армиям ставилась задача сковать силы противника на второстепенных участках. Однако начавшееся отступление 16-й немецкой армии заставило советские войска перейти в наступление раньше намеченного срока. 18 февраля, с опозданием обнаружившие отвод войск противника, перешли в наступление части 1-й ударной в районе Старой Руссы, а через день — 22-я армия в районе Холма. Остальные армии, ещё не завершившие перегруппировку, присоединились к наступлению позже.
Преследуя отступающего противника, части 1-й ударной армии освободили Старую Руссу и, установив локтевую связь с 54-й армией Ленинградского фронта, продолжили наступление и 24 февраля взяли Дно, а 29 февраля — Новоржев. В то же время части 22-й армии 21 февраля освободили Холм, а 25 февраля — Дедовичи.
26 февраля к наступлению присоединились частью сил 10-я гвардейская и 3-я ударная армии, которые, продвинувшись вперёд до 18 километров, освободили Пустошку, но большего добиться не смогли.
Таким образом, к началу марта войска 2-го Прибалтийского фронта вышли к линии «Пантера». Всего во второй половине февраля 1-я ударная армия продвинулась вперёд на 180 километров от Старой Руссы до реки Великой, 22-я армия — на 125 километров от Холма до Новоржева, а части 10-й гвардейской и 3-й ударной — на 30 километров от Маева до Пустошки. Однако немецкие войска 16-й армии, сумев вывести из-под удара большую часть живой силы и техники, заняли прочную оборону на рубеже Остров — Пушкинские Горы — Идрица и остановили дальнейшее продвижение советских армий.

## Действия авиации
Авиация 13-й воздушной армии должна была обеспечивать наступление 42-й и 67-й армий, для этого необходимо было содействовать наземным войскам в преодолении промежуточных рубежей, форсировании реки Великая и освобождении Пскова. Для предотвращения организованного отхода немецко-фашистских войск, перед фронтом наших армий, военно-воздушным силам предстояло активизировать действия по колоннам противника на дорогах.
На левом крыле Ленинградского фронта наступление 8-й и 54-й армий поддерживала 280-я смешанная авиадивизия. 18 февраля части этой дивизии нанесли серию мощных ударов по оборонительным сооружениям и живой силе на западном берегу реки Мшага.
Немецкая авиация перенесла основные силы на псковское направление. 18 февраля две группы вражеских бомбардировщиков в составе 23 Ю-87 и 25 Ю-88 совершила налёт на наши войска. Но к этому этапу войны господство в воздухе было уже на стороне советских лётчиков. Удары наших войск как на земле, так и в воздухе становились все сильнее.
По мере продвижения наших войск Ленинградского фронта на запад и юго-запад к Пскову полки 13-й воздушной армии должны были постоянно перебазироваться ближе к линии фронта на подготовленные аэродромы и посадочные площадки, освобождаемые нашими войсками. Но враг, отступая, эти площадки и аэродромы разрушал. Лётные поля вспахивались, ангары и склады подрывались, бетонные взлётно-посадочные полосы минировались. Все это усложняло работу аэродромных служб и инженерных батальонов и удлиняло сроки восстановления аэродромов. На прифронтовых аэродромах было обезврежено 629 фугасов, 1660 противотанковых мин, 12485 противопехотных мин, 233 мин ловушек, 4000 крупнокалиберных артиллерийских снарядов. За два месяца наступлений части тыла 13-й воздушной армии подготовили и ввели в строй 64 оперативных аэродрома.
Кроме поддержки наступающих соединений на поле боя, авиация 13-й воздушной армии усиливала удары по железнодорожным станциям и эшелонам противника. С 16 февраля по 1 марта 1944 года по железнодорожным объектам на участках Нарва, Таллин, Плюсса, Псков экипажи 13-й армии совершили более 400 самолёто-вылетов. По коммуникациям противника действовала и авиация дальнего действия. В ночь на 19 февраля авиация 1-го гвардейского, 5, 6 и 7 авиакорпуса дальнего действия совершила налёт на железнодорожный узел Псков. В феврале ночные налёты наши дальние бомбардировщики совершили на военно-промышленные комплексы в районе Хельсинки, нанесли удары по портам Котка и Турку, через которые перевозилось стратегическое сырьё из Финляндии в Германию.
Авиация Балтийского флота кроме поддержки 2-й ударной армии, патрулировала акваторию Балтийского моря, не позволяя противнику осуществлять транспортные перевозки по морю. Противник вынужден был уменьшить морские перевозки, и усилить конвои. Морские перевозки немцы осуществляли в основном в ночное время. Но лётчики Балтийского флота продолжали топить вражеские суда.
В это время возросла активность немецкой авиации. Большую часть самолёто-вылетов вражеская авиация совершила с целью бомбардировки наших наземных войск и переправ. 24 февраля две группы из 15 и 20 бомбардировщиков Ю-87 под прикрытием 6 истребителей бомбили нашу переправу в районе Долгая Нива, а 26 февраля в восьми групповых налётов на наши позиции участвовало 148 самолётов Ю-87.
24 февраля при проведении воздушной разведки был обнаружен вражеский аэродром в районе города Тарту, с базированием до 50-ти самолётов. 26 февраля группа из 21 штурмовика под прикрытием 14 истребителей нанесла удар по аэродрому. Затем стоянки самолётов и летное поле бомбили 30 пикирующих бомбардировщиков Пе-2, их прикрывали 12 истребителей. В результате атаки на земле был уничтожен 21 неприятельский самолёт, ещё 6 было сбито в воздушных боях в районе аэродрома. Наша авиация потерь не понесла.
Наступление наших войск под Ленинградом и Новгородом проходило при подавляющем господстве нашей авиации. Удар по вражеской авиации был чувствительным, но борьба в воздухе не прекратилась. Противник предпринимал попытки одиночными самолётами совершать налеты на Ленинград, но они успешно отражались. Немецко-фашистское командование пыталось изменить соотношение сил в воздухе в свою пользу. На Ленинградское направление были переброшены новые авиационные части и соединения и к началу марта самолётный парк противника был доведен до 400 самолётов.

## Итоги операции

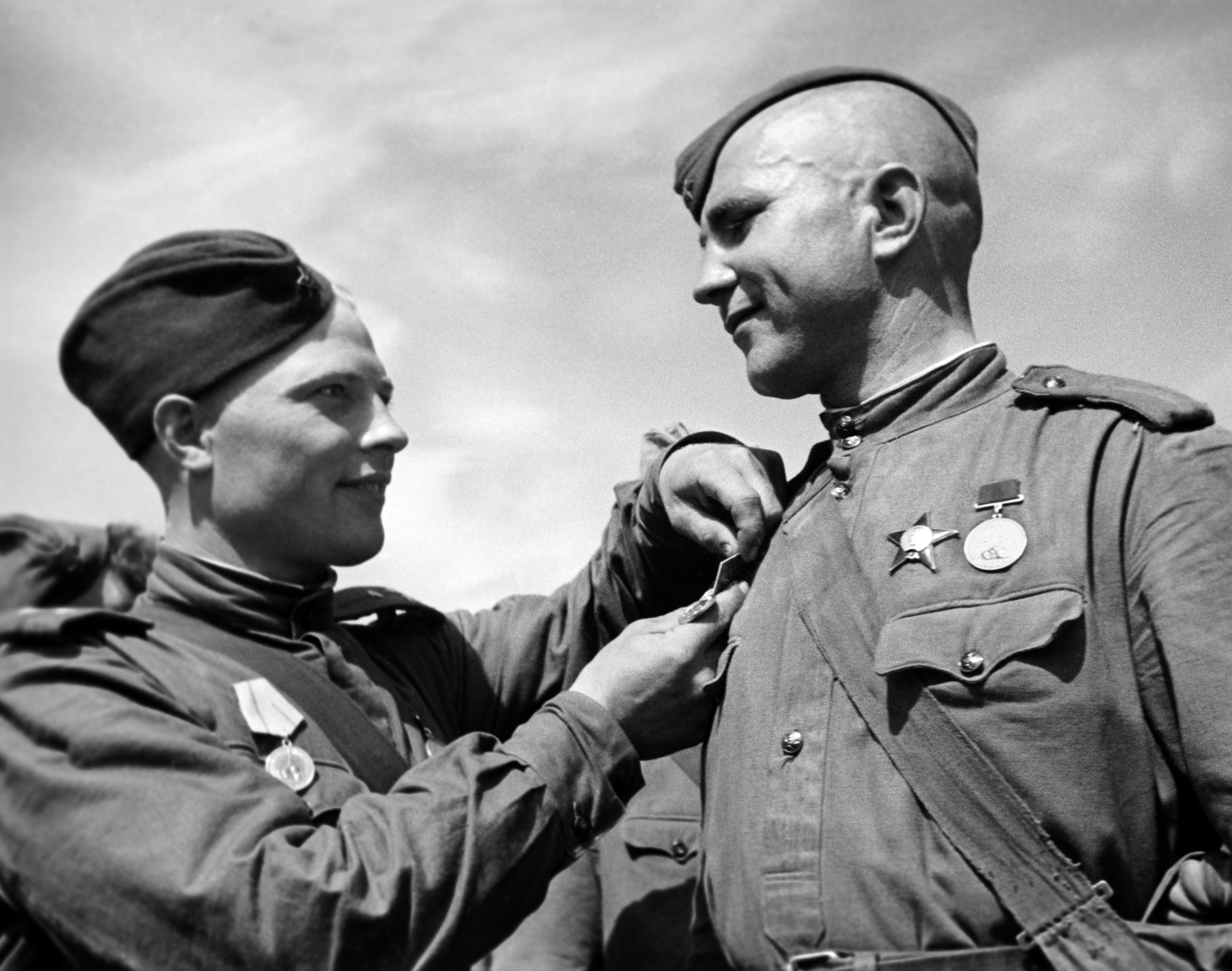
Советские солдаты, награждённые медалью «За оборону Ленинграда». Июнь 1944 г.

В ходе Ленинградско-Новгородской операции войска трёх советских фронтов нанесли тяжёлое поражение немецким 18-й и 16-й армиям, отбросив противника на 220—280 километров от Ленинграда, а южнее озера Ильмень — на 180 километров.
В январе войска Ленинградского и Волховского фронтов, выбив противника с позиций, которые тот занимал более двух лет, полностью освободили Ленинград от вражеской блокады. Продолжая наступление, советские войска заставили противника отступить на линию «Пантера». Таким образом, была очищена от противника практически вся Ленинградская область и западная часть Калининской области. Были освобождены многие города и населённые пункты, в том числе Новгород, Гатчина, Чудово, Любань, Тосно, Луга, Кингисепп, Гдов, Порхов, Старая Русса, Новоржев.
Главными причинами успехов советских войск в январе — феврале 1944 года стали тщательная подготовка операции, достаточное сосредоточение сил и средств, особенно на направлениях главного удара, отработанные взаимодействия пехоты, артиллерии, танковых частей и авиации.
Вместе с тем, 18-я и 16-я немецкие армии, несмотря на тяжёлое поражение и большие потери, не были разгромлены. Немецкие войска сумели избежать окружения и организованно отступление на заранее подготовленные позиции, сохранив значительную часть своего боевого потенциала. Это позволило остановить советское наступление на линии «Пантера». Попытки, предпринятые советскими войсками в марте-апреле, прорвать сильно укреплённую оборону противника закончились практически безрезультатно. Таким образом, советские войска не смогли успешно продолжить наступление и решить дополнительные задачи, поставленные Ставкой ВГК — овладеть Нарвой, Псковом, Островом, и начать освобождение Эстонии и Латвии. Ставка ВГК была особенно недовольна действиями 2-го Прибалтийского фронта. Командующий фронтом М. М. Попов был понижен в звании и больше фронтами не командовал.
Основной причиной подобного развития событий стала истощённость советских войск, которые к концу февраля почти два месяца вели непрерывные боевые действия в тяжёлых погодных условиях в лесисто-болотистой местности и остро нуждались в отдыхе и пополнениях. Кроме того, большое количество перегруппировок и перестановок крайне отрицательно сказалось на управлении войсками и на взаимодействии армий и фронтов.
Несмотря на то, что завершающий этап наступления не принёс желаемого результата, победа советских войск во всей Ленинградско-Новгородской операции была безусловной и имела огромное значение.
Немецкий историк, а в годы Второй мировой войны — генерал вермахта, К. Типпельскирх отметил:

Успехи русских оставались достаточно большими, если даже им и не удалось разгромить группу армий «Север». Они не только освободили Ленинград от двухлетней блокады, но и отбросили немецкие войска к границам прибалтийских государств. Кроме того, достигнутые ими на этом фронте успехи привели также к решающим политическим последствиям: вслед за Италией теперь и у Финляндии появились сомнения в конечной победе Германии, и она стала искать контакта с противником.

## Потери

### СССР
Согласно статистическому исследованию «Россия и СССР в войнах XX века» общие потери советских войск в Ленинградско-Новгородской наступательной операции составили 313 953 человека (безвозвратные потери — 76 686, а санитарные — 237 267). При этом потери войск Ленинградского фронта и Балтийского флота за весь период операции составили 227 440 и 1461 человек соответственно (из них безвозвратные потери — 56 564 и 169), Волховского фронта с 14.01. по 15.02. — 50 300 (из них безвозвратные потери — 12 011), 2-го Прибалтийского фронта с 10.02. по 01.03. — 29710 человек (из них безвозвратные потери — 6659), 1-й ударной армии с 14.01. по 10.02. — 5042 человека (из них безвозвратные потери — 1283). Кроме того, советские войска в ходе операции потеряли 462 танка и САУ, 1832 орудия и миномёта, 260 боевых самолётов.
Приведённые цифры, по всей видимости, не являются полными и потери советских войск в ходе операции были более значительными. Например, вышеуказанные цифры учитывают потери 2-го Прибалтийского фронта только с 10 февраля, хотя в январе войска фронта вели ожесточённые бои против частей 16-й немецкой армии и только 10-я гвардейская армия потеряла около 9000 человек.
Кроме того, согласно «отчёту о Новгородско-Лужской операции», составленному штабом Волховского фронта, потери частей этого фронта за период с 14 января по 11 февраля 1944 года (включая потери 1-й ударной армии в период с 1 по 10 февраля) были более значительными по сравнению с указанными выше, и составили 62 733 человека (из них 16 542 — безвозвратные потери).

### Германия
Потери Группы армий «Север» за период Ленинградско-Новгородской операции можно оценить только приблизительно. Поскольку в начале 1944 года немецкие войска, ведя тяжёлые оборонительные бои, спешно отступали на запад, учёт потерь штабами 18-й и 16-й немецких армий вёлся эпизодически. Однако можно утверждать, что потери немецких войск были весьма значительными. Например, к 29 января 18-я армия потеряла 14000 убитыми и 35000 ранеными. По оценке российского историка А. В. Исаева только общие потери 18-й армии за период проведения советской операции по снятию блокады Ленинграда составили 66 000 человек.
Согласно советским данным в ходе операции были полностью уничтожены 3 немецкие дивизии, а 26 — разгромлены. Только за месяц боёв войска Ленинградского и Волховского фронтов уничтожили 90 000 солдат и офицеров противника, а захватили в плен 7200 человек.

## Комментарии
1. ↑  Сведения указаны по Великая Отечественная война, 1941—1945 : энциклопедия / под ред. М. М. Козлова. — М. : Советская энциклопедия, 1985. — 832 с. — 500 000 экз. и «Великая Отечественная. Командармы. Военный биографический словарь. — М.; Жуковский: Кучково поле, 2005.»
2. ↑  Авторы статистического исследования «Россия и СССР в войнах XX века», по всей видимости, не считают боевые действия 2-го Прибалтийского фронта в период с 12 января по 10 февраля 1944 г. (за исключением боевых действий 1-й ударной армии) частью Ленинградско-Новгородской операции и по этой причине не приводят состав и численность всего фронта к моменту начала операции.
3. ↑  В зарубежных источниках боевые действия в районе Нарвы в феврале-апреле 1944 года разделяют сразу на несколько операций: Кингисеппско-Гдовская операция, наступления на Нарву 15-28 февраля[англ.], 1—4 марта[англ.] и 18—24 марта[англ.]. Все эти операции, описываются как части битвы за Нарву[англ.] (2 февраля — 10 августа 1944 г.) или битвы за нарвский плацдарм (2 февраля — 26 июля 1944 г.)

### Документы
- Блокада Ленинграда в документах рассекреченных архивов / Под ред. Н. Л. Волковского.. — СПб.: Полигон, 2005. — 766 с. — (Военно-историческая библиотека). — ISBN 5-17-023997-1.
- Русский архив: Великая Отечественная. Ставка ВГК. Документы и материалы. 1943 год. — М.: Терра, 1999. — Т. 16 (5—3). — 360 с. — ISBN 5-300-02007-9.
- Русский архив: Великая Отечественная. Ставка ВГК. Документы и материалы. 1944—1945. — М.: Терра, 1999. — Т. 16 (5—4). — 368 с. — ISBN 5-300-01162-2.

### Мемуары
- Мерецков К. А. На службе народу. — М.: Политиздат, 1968.
- Федюнинский И. И. Поднятые по тревоге. — М.: Воениздат, 1961.
- Штеменко С. М. Генеральный штаб в годы войны. — М.: Воениздат, 1989.
- Борщёв С. Н. От Невы до Эльбы. — Л.: Лениздат, 1973.
- Сандалов Л. М. Трудные рубежи. — М.: Воениздат, 1965.
- Сандалов Л. М. После перелома.. — М.: Воениздат, 1983.
- Казаков М. И. Над картой былых сражений. — М.: Воениздат, 1971.
- Шафаренко П. М. На разных фронтах. Записки командира дивизии. — М.: Воениздат, 1978.
- Жаркой Ф. М. Танковый марш.  Под ред. М. Ф. Жаркого Танковый марш. — Изд. 4-е, перераб. и доп. — СПб. : Издательство Михайловской военной артиллерийской академии, 2018. — 230 с. — ISBN 978-5-98709-303-0.

### Исторические исследования
- Ленинградско-Новгородская операция 1944 // «К-22» — Линейный крейсер / [под общ. ред. Н. В. Огаркова]. — М. : Военное изд-во М-ва обороны СССР, 1979. — (Советская военная энциклопедия : в 8 т. ; 1976—1980, т. 4).
- Ленинградско-Новгородская операция 1944 // Великая Отечественная война, 1941—1945 : энциклопедия / под ред. М. М. Козлова. — М. : Советская энциклопедия, 1985. — С. 406. — 500 000 экз.
- Гланц Д. Битва за Ленинград. 1941—1945 / Пер. У. Сапциной. — М.: Астрель, 2008. — 640 с. — ISBN 978-5-271-21434-9.
- Шигин Г. А. Битва за Ленинград: крупные операции, «белые пятна», потери / Под ред. Н. Л. Волковского. — СПб.: Полигон, 2004. — 320 с. — ISBN 5-17-024092-9.
- Мощанский И. Б. У стен Ленинграда. — М.: Вече, 2010. — 304 с. — ISBN 978-5-9533-5209-3.
- Кривошеев Е. П., Костин Н. Ф. Битва за Нарву: февраль-сентябрь 1944 года. — Таллин: Ээсти раамат, 1984. — 160 с.
- На Волховском фронте. 1941—1944. — М.: Наука, 1982.
- Польман Х. 900 дней боёв за Ленинград. Воспоминания немецкого полковника / Пер. А. Нечаева. — М.: Центрполиграф, 2005. — 2006 с. — ISBN 5-9524-1677-2.
- Тарасов М. Я. Разгром немецко-фашистских войск под Ленинградом и Новгородом. // Военно-исторический журнал. — 2004. — №№ 1, 2.
- Трибуц В. Краснознамённый Балтийский флот в разгроме противника под Ленинградом. // Военно-исторический журнал. — 1974. — № 2. — С.11-18.
- Хаупт В. Группа армий «Север». Бои за Ленинград. 1941—1944 / Пер. Е. Захарова. — М.: Центрполиграф, 2005. — 384 с. — (За линией фронта. Мемуары). — ISBN 5-9524-1672-1.

### Публицистика
- Казаков М. Великая победа под Ленинградом. // ВИД. — 1964. — № 1.
- Козлов Л. Сокрушительный удар по врагу. // ВИД. — 1969. — № 1.